# Скользящий бюджет
Скользящий бюджет (непрерывный бюджет, англ. rolling budget) — бюджет, в котором планирование — это непрерывный процесс и после завершения каждого отчётного периода планы в последующих периодах могут корректироваться на более актуальные. После истечения каждого отчётного периода (месяца) к бюджету добавляется следующий период (месяц), и таким образом бюджет всегда имеет полный период (в 12 месяцев).

## Определение
Английский профессор Колин Друри определяет скользящий бюджет как бюджет, в котором планирование происходит непрерывно, данные после завершения отчетного периода в последующих периодах могут корректироваться, кроме этого к бюджету добавляется дополнительный период. Скользящий бюджет всегда имеет полный период (например, в 12 месяцев).
По мнению американского профессора Энтони Аткинсона непрерывное бюджетирование — процесс бюджетирования, при котором планирование осуществляется на определенный период (год), разбитый помесячно. После окончания одного бюджетного периода (месяца) предприятие исключает его из основного бюджета, и вместо него добавляется будущий бюджетный период.

## Критика
По мнению Э. Аткинсона при непрерывном бюджетировании бюджетный период достаточно продолжительный, что позволяет предприятию предвидеть изменения конкурентных сил, потребностей в рабочей силе, технологии т.д., но и достаточно короткий, что позволяет делать реалистичные оценки. Кроме этого, при непрерывном бюджетировании предприятие находится в постоянном процессе стратегического планирования, а не раз в год. Однако, непрерывное бюджетирование требует больше сил и времени составления, чем периодическое бюджетирование.